# Musée d'art moderne de Troyes

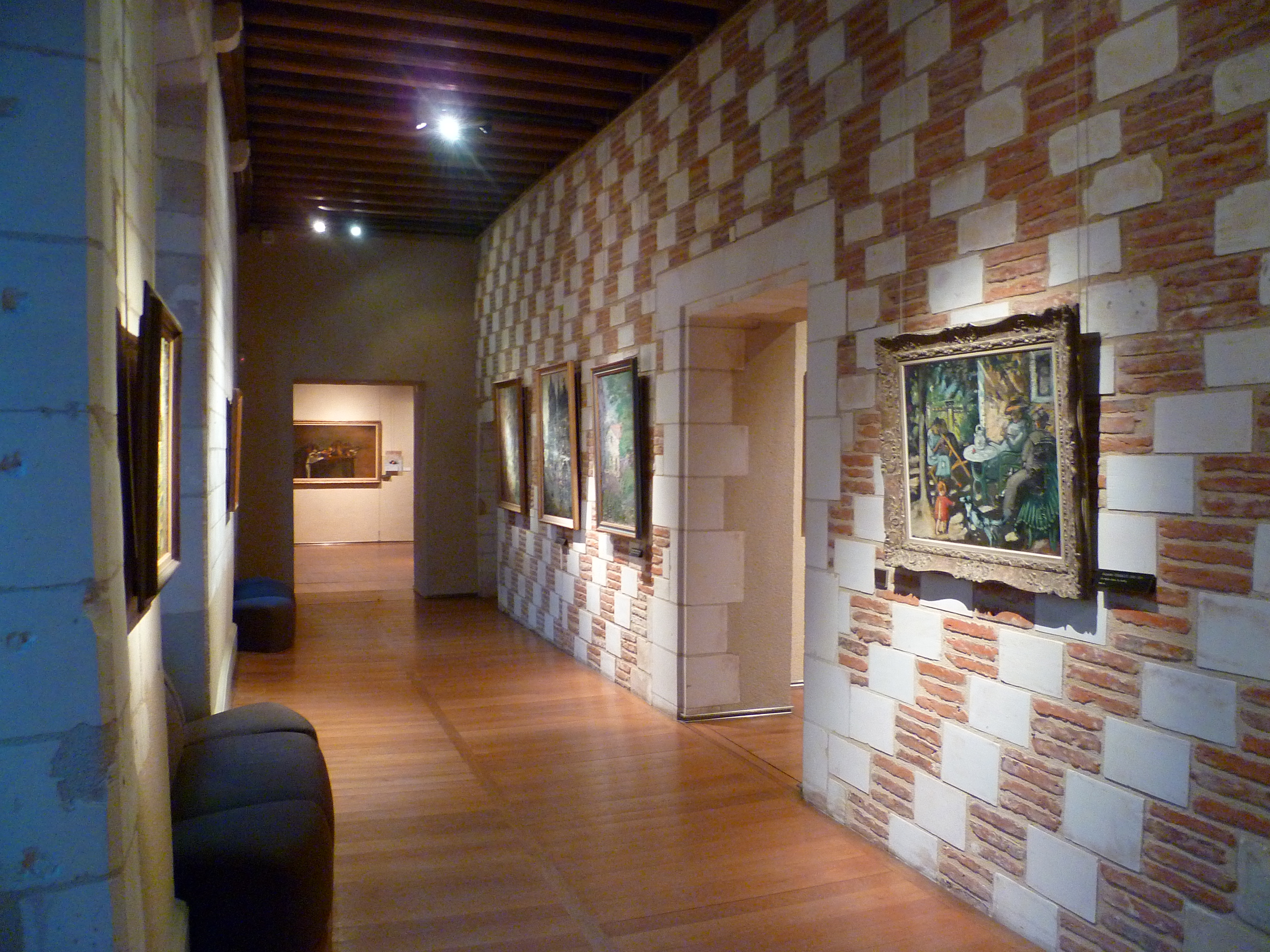
Interieuroverzicht

Het Musée d'art moderne de Troyes is, naast Musée des beaux-arts de Troyes, een van de twee buitenregionaal belangrijke kunstmusea in Troyes in Noord-Frankrijk.
Het kunstmuseum werd geopend in 1982 door François Mitterrand naar aanleiding van een schenking van een collectie moderne kunst door Pierre en Denise Lévy aan de gemeente Troyes in 1976. De schenkers van de ruim tweeduizend werken hadden fortuin gemaakt in de textielindustrie. Het museum is gevestigd in een voormalig bisschoppelijk paleis uit de zestiende en zeventiende eeuw, vlak naast de Sint-Petrus-en-Pauluskathedraal.

## Collectie
De collectie geeft een vrijwel compleet overzicht van de belangrijkste stromingen in Franse kunst vanaf de tweede helft van de 19e eeuw tot ongeveer 1960. De nadruk ligt daarbij voornamelijk op de schilderkunst, maar ook de beeldhouwkunst is vertegenwoordigd.
Uit de tweede helft van de 19e eeuw zijn er bijvoorbeeld werken van Jean-François Millet, Gustave Courbet, Honoré Daumier, Edgar Degas, Georges Seurat, Maximilien Luce, Paul Gauguin, Edouard Vuillard, Pierre Bonnard en Félix Vallotton.
Uit de 20e eeuw zijn er werken van bijvoorbeeld André Derain, Georges Braque, Maurice Vlaminck, Albert Marquet, Raoul Dufy, Othon Friesz, Kees van Dongen, Chaïm Soutine, Amedeo Modigliani, Juan Gris, Roger de La Fresnaye, Jean Metzinger, Henri Matisse, Georges Rouault, Robert Delaunay, Jacques Villon, Max Ernst, Balthus, Nicolas de Staël en Bernard Buffet.
In de collectie beeldhouwkunst bevindt zich werk van onder anderen Edgar Degas, André Derain, Aristide Maillol, Auguste Rodin en Ossip Zadkine.
Het museum bezit ook een collectie van honderdveertig glasontwerpen van Maurice Marinot in de stijl van de art deco die ontstonden tussen 1912 en 1937. Daarnaast zijn er voorbeelden van primitieve kunst en keramiek.

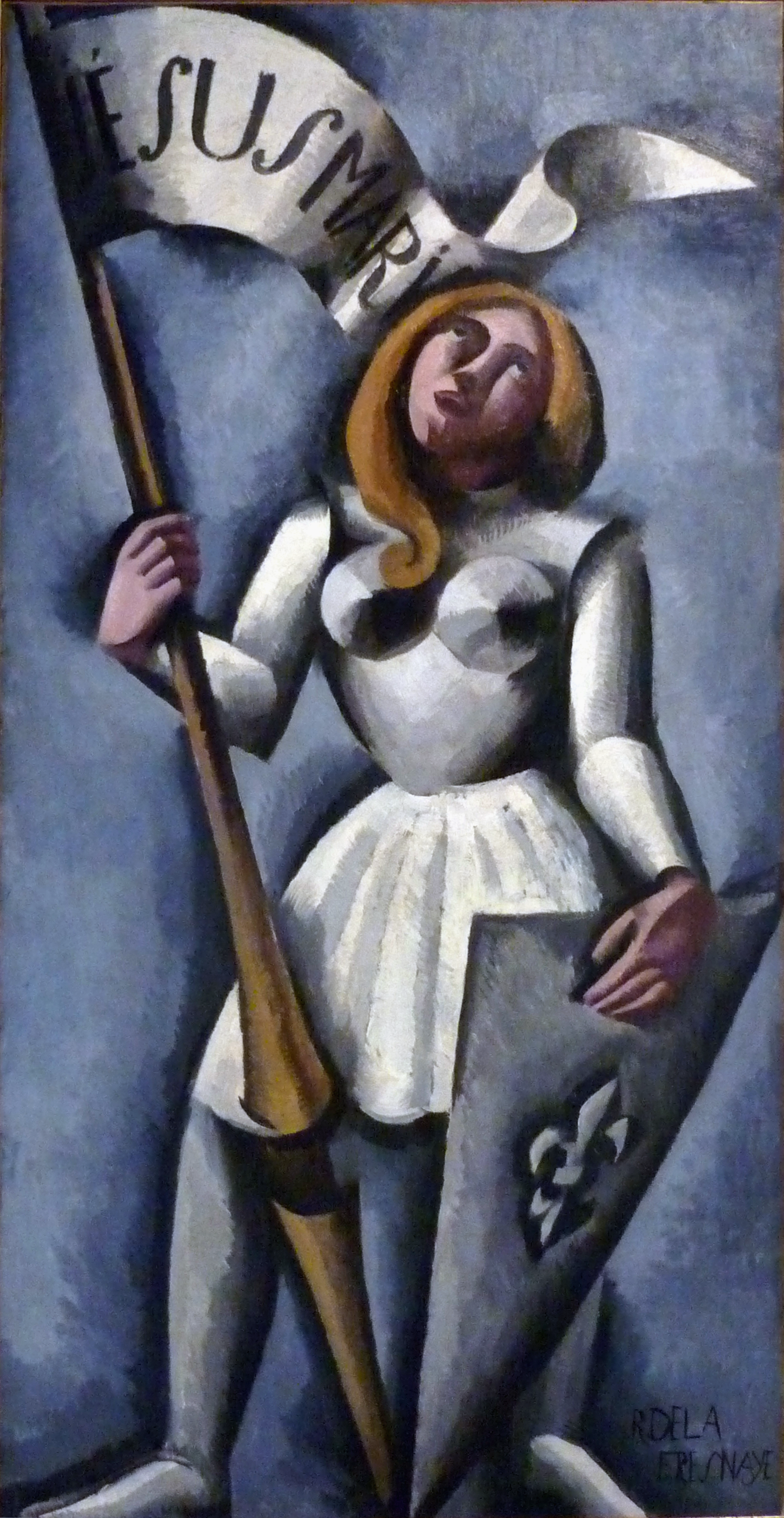
Roger de La Fresnaye
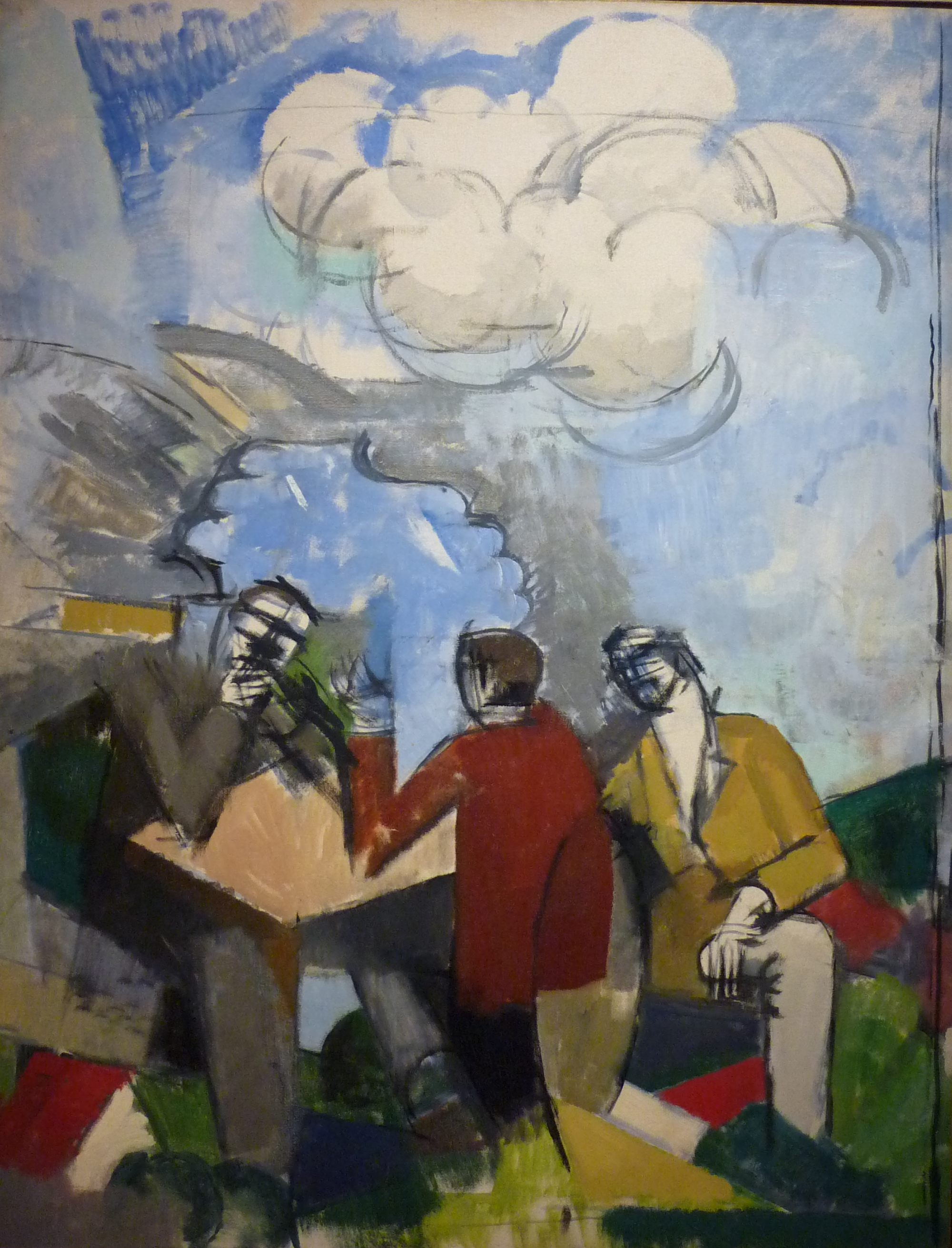
Roger de La Fresnaye
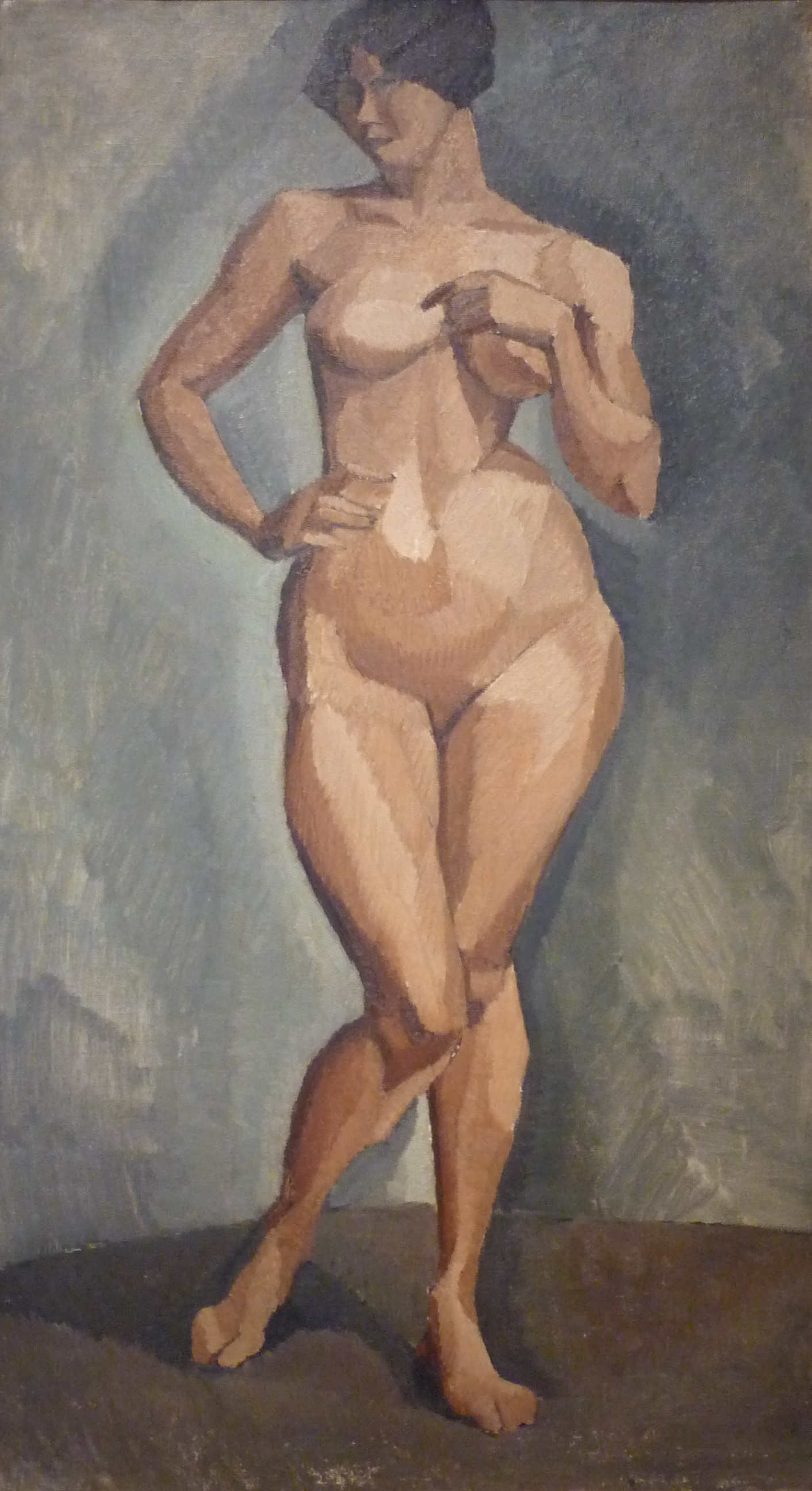
Roger de La Fresnaye
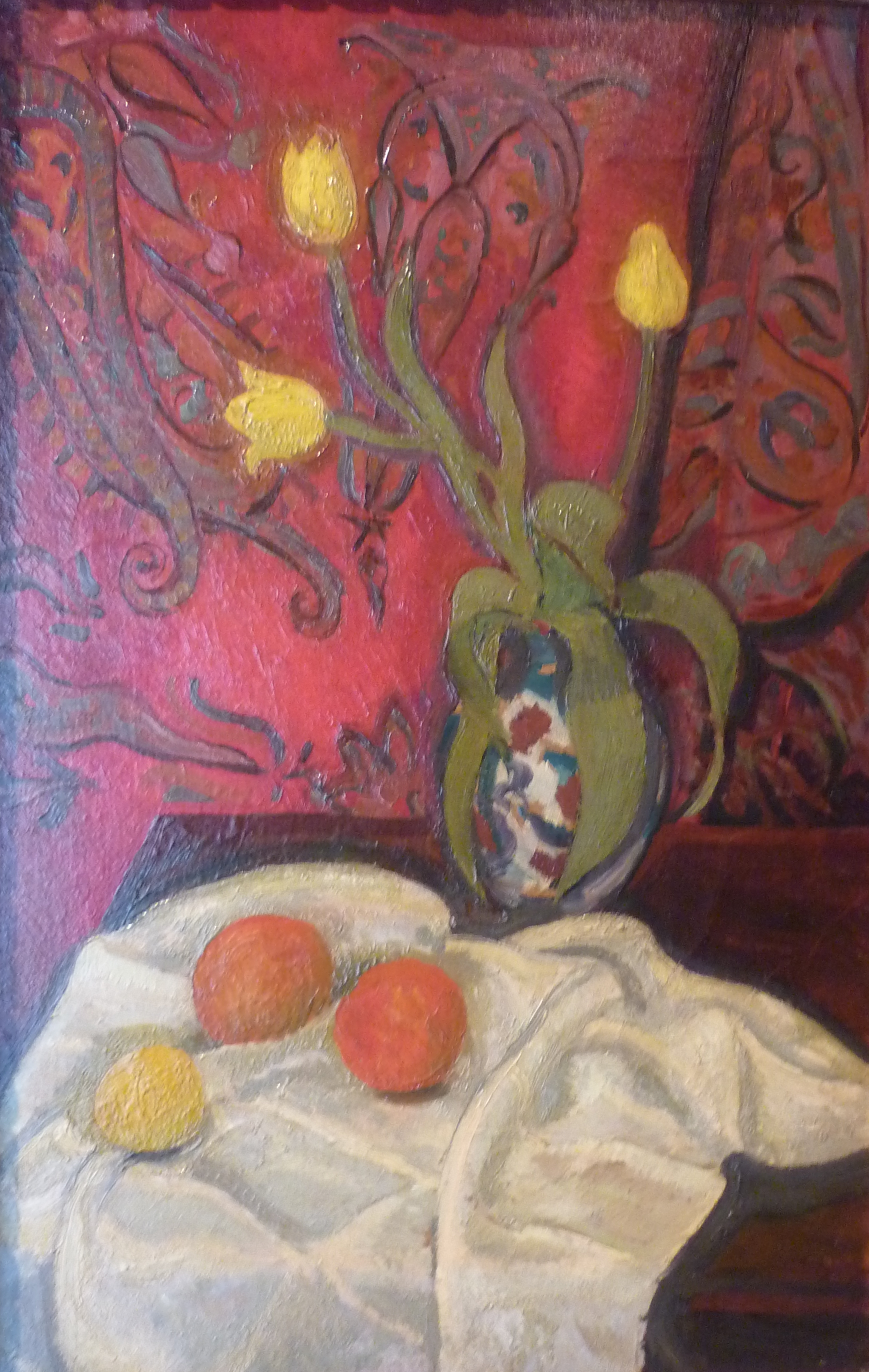
Roger de La Fresnaye
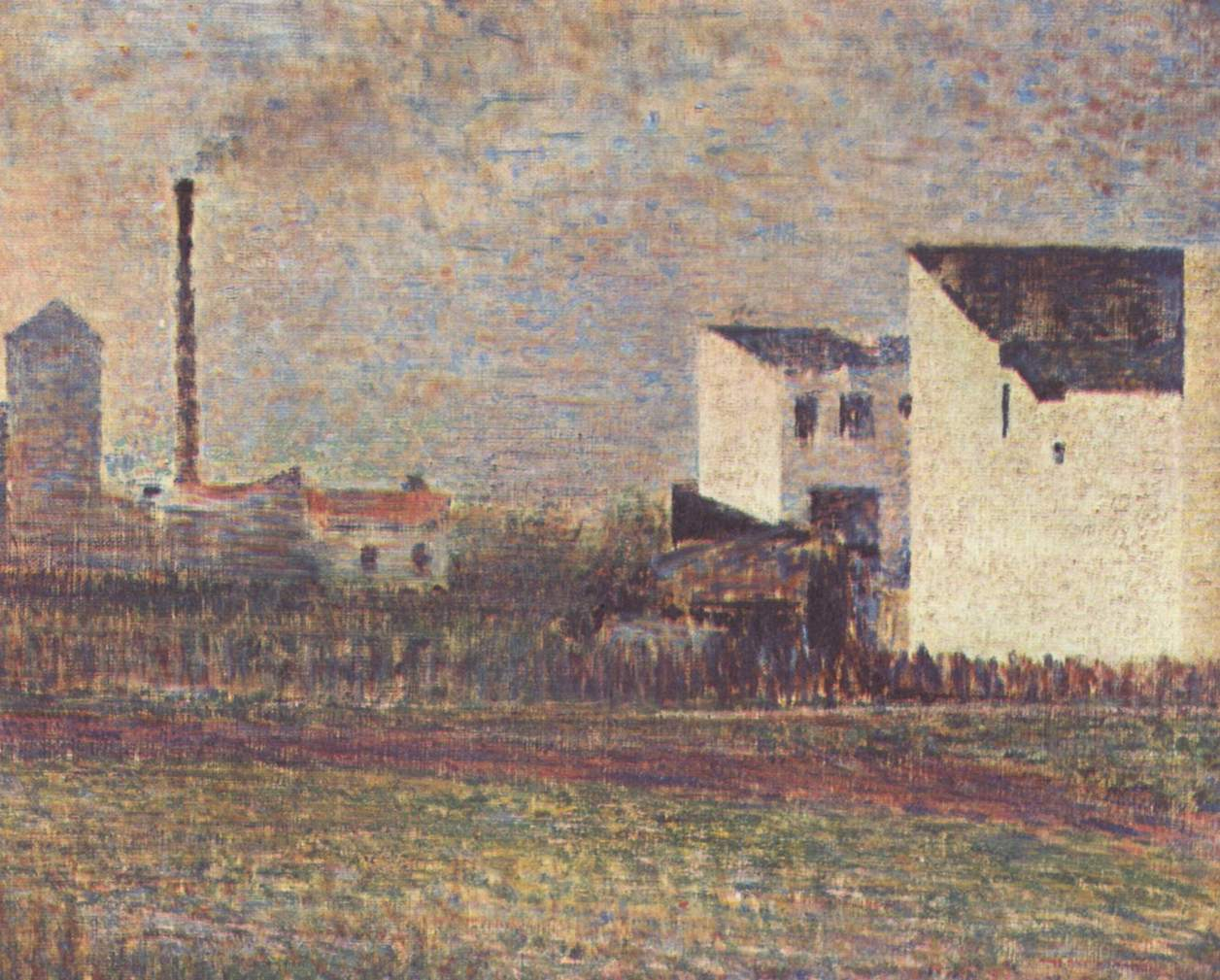
Georges Seurat
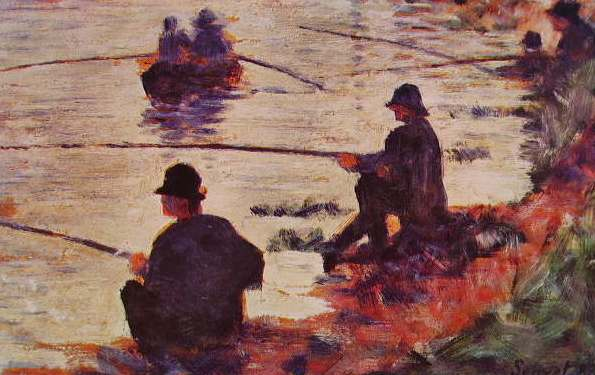
Georges Seurat